# 吴大用
吴大用（？—？），明朝政治人物。

## 生平
吴大用曾于1425年接替高宫任华亭县知县一职，1433年由王琚接任。